# El sonido del trueno
A Sound of Thunder (El sonido del trueno en español)  es una película de 2005, dirigida por Peter Hyams. Protagonizada por Edward Burns, Catherine McCormack, Ben Kingsley, Jemima Rooper, David Oyelowo, Wilfried Hochholdinger, August Zirner, Corey Johnson y Heike Makatsch en los papeles principales, basada en cuento corto de Ray Bradbury, El ruido de un trueno.

## Argumento
La historia de El sonido del trueno se sitúa en el año 2055, en el centro de un Chicago modernizado pero todavía reconocible. Los avances tecnológicos permiten ahora viajar en el tiempo y, para los multimillonarios, es posible contratar safaris a la Prehistoria para cazar dinosaurios. Solo hay tres reglas fundamentales que no conviene saltarse: no dejarse nada olvidado en el pasado, no traerse nada de allí y no cambiar nada del pasado ya que la menor alteración podría incidir gravemente en el curso de la evolución.
La película comienza con una de estas expediciones, en la que todo sale bien. Los cazadores matan a un dinosaurio, que había quedado atrapado en una ciénaga, y estaba destinado a morir por la erupción posterior de un volcán. 
En la fiesta de celebración posterior, aparece la doctora Sonia Rand (Catherine McCormack) que les advierte del peligro de estos viajes.
En la siguiente expedición, por una serie de accidentes diversos, las normas son quebrantadas y el pasado es alterado. A partir de ese momento se producen una serie de cambios que llegan al presente en forma de oleadas. Al principio son pequeños, afectando a la atmósfera, el clima y a las formas de vida inferior. Luego ascienden rápidamente, y aparecen cambios evolutivos que afectan a todos los seres vivos, siguiendo la cadena alimentaria paso a paso. En 24 horas la ciudad y todo el mundo experimenta transformaciones cada vez mayores, mientras sus habitantes pasan de la curiosidad a una alarma creciente y finalmente al pánico.
Las plantas crecen hasta extremos nunca vistos. Surgen a través del pavimento con sus enormes raíces sinuosas, volcando coches en las calles y engulliendo edificios enteros desde dentro y hacia fuera. Llega luego el turno de los insectos, organismos veloces y voraces; y más tarde desconocidas especies depredadoras con forma de reptiles, rápidos reflejos y una cierta inteligencia.
Sólo dos personas saben lo que está ocurriendo, el doctor Travis Ryer (Edward Burns), responsable de las excursiones al pasado de la empresa Time Safari; y la doctora Sonia Rand, la física que desarrolló la tecnología que hizo posibles los viajes en el tiempo. 
Ryer y Rand deben encontrar una forma de volver al pasado y corregir el error que alguien cometió para poder salvar a la especie humana de la extinción. Mientras tanto, el mundo continúa desmoronándose a su alrededor con cada nueva oleada de cambios.

## Reparto
- Edward Burns, Travis Ryer
- Catherine McCormack, Sonia Rand
- Ben Kingsley, Charles Hatton
- Jemima Rooper, Jenny Krase
- David Oyelowo, Payne
- Wilfried Hochholdinger, Dr. Lucas
- August Zirner, Clay Derris
- Corey Johnson, Christian Middleton
- Heike Makatsch, Jarred Price
- Armin Rohde, John Wallenbeck

## Comentarios
- Cuando al inicio de la película el dueño de la empresa Time Safari da un discurso de bienvenida a los clientes para iniciar la cacería al pasado, hace referencia a Cristóbal Colón (por llegar a América), Neil Armstrong (primer ser humano en pisar la Luna) y Brubaker (por ser el primero en pisar Marte). Este nombre es un guiño que hace referencia a un personaje, Charles Brubaker, de la película Capricornio Uno (1978), el cual fue el primer astronauta que supuestamente pisó Marte.

- A pesar de que se pisa una mariposa, la historia no está basada en la teoría del efecto mariposa ni es una referencia a la misma como algunas personas creen. En el relato de Ray Bradbury ya ocurría y es varios años anterior al primer enunciado de la misma.

- La película se basa a grandes rasgos en el relato corto "El ruido de un trueno" del escritor Ray Bradbury.